# Kanton Néronde
Kanton Néronde (francouzsky Canton de Néronde) je francouzský kanton v departementu Loire v regionu Rhône-Alpes. Tvoří ho 10 obcí.

## Obce kantonu
- Balbigny
- Bussières
- Néronde
- Pinay
- Sainte-Agathe-en-Donzy
- Sainte-Colombe-sur-Gand
- Saint-Cyr-de-Valorges
- Saint-Jodard
- Saint-Marcel-de-Félines
- Violay